# Micromus atlanticus
Micromus atlanticus is een insect uit de familie van de bruine gaasvliegen (Hemerobiidae), die tot de orde netvleugeligen (Neuroptera) behoort. 
Micromus atlanticus is voor het eerst wetenschappelijk beschreven door Tjeder in 1976.